# قوشتغيرمون
قوشتغيرمون هي بلدة في مقاطعة شورتشي في ولاية صرخنداريا في أوزبكستان.